# Distance (Lied)
Distance ist ein Lied von Mammoth WVH, dem Soloprojekt des US-amerikanischen Musikers Wolfgang Van Halen. Es wurde am 16. November 2020 über EX1 veröffentlicht und bei den Grammy Awards 2022 in der Kategorie Best Rock Song nominiert.

## Inhalt
Distance ist ein Rocksong, der von Wolfgang Van Halen geschrieben und im Alleingang eingespielt wurde. Der Text ist in englischer Sprache verfasst. Distance ist 4:12 Minuten lang, wurde in der Tonart D-Dur geschrieben und weist ein Tempo von 89 BPM auf. Produziert wurde das Lied von Michael Baskette. Wolfgang Van Halen schrieb das Lied zwischen 2013 und 2015 als Tribut an seinen Vater Eddie Van Halen, dessen Gesundheitszustand sich in dieser Zeit verschlechterte. Wolfgang Van Halen stellte sich vor, wie es sein würde, wenn sein Vater nicht mehr da wäre.

„Meine Gedanken zu ordnen und auszuformulieren sorgte sogar dafür, dass ich besser mit der Situation umgehen konnte. Ich wusste eben: Er wird immer bei mir sein, und ich werde immer bei ihm sein, egal was passiert.“

Eddie Van Halen verstarb im Oktober 2020 an den Folgen eines Schlaganfalls, konnte aber das Lied noch zu Lebzeiten hören. Wolfgang Van Halen erinnert sich, dass sein Vater weinte, als er das Lied zum ersten Mal hörte. Für das Lied wurde ein Musikvideo veröffentlicht, welches aus privaten Videoaufnahmen zusammengeschnitten wurde. Dabei sichtete Wolfgang Van Halen so viel Material wie möglich, um passende Szenen zu finden. Allerdings gab er zu, dass er sich das Musikvideo nach dessen Fertigstellung nicht mehr ansehen könne. Die Einnahmen aus der Single gehen an die Wohltätigkeitsorganisation Mr. Holland’s Opus, die musikalische Bildungsprogramme für Schulen finanziert. Am 11. Februar 2021 spielten Mammoth WVH das Lied bei der Late-Night-Show Jimmy Kimmel Live!.

## Rezeption
Martin Weckwerth vom österreichischen Onlinemagazin Stormbringer beschrieb Distance als einen Titel, der „sowohl textlich als auch vom Video her zu Herzen geht“. Walter Scheurer vom deutschen Onlinemagazin Powermetal.de nannte das Lied einen „durchaus bemerkenswerten Einstieg ins Musikbusiness als Solo-Künstler“ und als das „Highlight“ seines Debütalbums. Marcel Anders vom deutschen Magazin Rock Hard bezeichnete das Lied als „bewegenden Moment“ und als „Höhepunkt“ und „bemerkenswertes Finale“ seines Debütalbums.
Distance erreichte Platz eins der Billboard Mainstream Rock Songs. Das US-amerikanische Onlinemagazin Loudwire führte Distance auf ihrer Liste der 68 besten Rocksongs des Jahres 2020. Das Lied wurde bei dem Grammy Awards 2022 in der Kategorie Best Rock Song nominiert. Der Preis ging jedoch an die Foo Fighters für ihr Lied Waiting on a War.